# Urs Imboden
Urs Imboden (* 7. Januar 1975 in Santa Maria im Münstertal, Graubünden) ist ein ehemaliger Schweizer Skirennfahrer. Er war auf die Disziplin Slalom spezialisiert und startete von 2006 bis 2011 für die Republik Moldau.

## Biografie
Seine Karriere begann Imboden in der Schweizer Nationalmannschaft. Am 19. Januar 1997 debütierte er im Weltcup, beim Lauberhornslalom in Wengen. Die ersten Weltcuppunkte gewann er am 28. Januar 1998 mit Platz 25 in Aspen. Sein bestes Ergebnis erzielte er am 19. November 2000 beim Slalom von Park City. Imboden konnte sich nahe der Weltspitze etablieren, hatte aber auch zahlreiche Ausfälle zu verzeichnen. Sein grösster Erfolg war der fünfte Platz im Slalom bei den Olympischen Winterspielen 2002. Während der Europacupsaison 2003 wurde er in der Disziplinenwertung ebenfalls Fünfter.
In der Folge nahmen Imbodens Leistungen kontinuierlich ab. Swiss-Ski teilte ihn in niedrigere Kader ein und stellte ihn schliesslich frei. Daraufhin nahm er, wie sein Teamkollege Christophe Roux, die moldauische Staatsbürgerschaft an und startete ab der Weltcupsaison 2006/07 für Moldau. Am 30. Januar 2007 konnte sich Imboden erstmals als Moldauer unter den besten 30 klassieren, verfehlte allerdings aufgrund seines grossen Rückstandes Weltcuppunkte. Bei den Weltmeisterschaften 2007 in Åre fuhr er im Slalom auf den elften Platz.
In der Saison 2008/09 machte Imboden durch beständige Leistungen auf sich aufmerksam. Aufgrund der phasenweise schwachen Leistungen seiner Ex-Kollegen in dieser Disziplin berichteten die Schweizer Medien regelmässig über den «ausgemusterten» – gleichzeitig aber besten – Schweizer. Das moldauische Skiteam wurde meist als Ein-Mann-Team bezeichnet, weil es im Gegensatz zu anderen Nationen nicht mehrere Betreuer und Trainer hatte, sondern fast alles der Trainer Hans Daniel Fahrner aus Prad am Stilfserjoch übernahm. Die Ski präparierte Imboden selber.
Bei den Weltmeisterschaften 2009 in Val-d’Isère erreichte Imboden den neunten Platz im Slalom. Im Weltcup war seit seinem Nationenwechsel bis zu diesem Zeitpunkt ein 14. Platz im Slalom von Kitzbühel am 25. Januar 2009 das beste Resultat gewesen. Durch den Sieg beim Europacup-Slalomfinal am 14. März 2009 konnte er sich in der Slalomwertung den dritten Platz sichern, was gleichbedeutend mit seinem grössten Erfolg im Europacup war. Am 10. Januar 2010 erreichte Imboden den siebten Platz im Slalom von Adelboden. Dies war sein einziges Top-10-Ergebnis für Moldau und sein zweitbestes Weltcupergebnis überhaupt. Bestes Ergebnis in der Saison 2010/11 war ein elfter Platz in Adelboden.
Im April 2011 gab Imboden seinen Rücktritt vom Spitzensport bekannt. Er wurde Trainer am Sport-Gymnasium in Davos.

## Erfolge

### Olympische Spiele
- Salt Lake City 2002: 5. Slalom

### Weltmeisterschaften
- St. Moritz 2003: 21. Slalom
- Åre 2007: 11. Slalom
- Val-d’Isère 2009: 9. Slalom
- Garmisch-Partenkirchen 2011: 14. Slalom

### Weltcup
- 14 Platzierungen unter den besten 15, davon zweimal unter den besten zehn

### Europacup
- Saison 2002/03: 5. Slalomwertung
- Saison 2008/09: 3. Slalomwertung
- 5 Podestplätze, davon 2 Siege

### Weitere Erfolge
- Schweizer Slalommeister 2002, 2003 und 2004
- Sieger der Neuseeländischen Slalommeisterschaft 2008
- Sieger der Deutschen Slalommeisterschaft 2009
- Bronzemedaille im Riesenslalom bei der Militär-Skiweltmeisterschaft 2005
- 17 Siege in FIS-Rennen